# Ali Doraghi
Ali Doraghi (* 20. September 1984 in Ahwas) (persisch علی دورقی)  ist ein iranischer Basketballspieler und Teilnehmer der Olympischen Sommerspiele 2008 in Peking.
Als professioneller Basketballspieler spielt er auf der Position des Center für Petrochimi Bandar Imam BC in der iranischen Super League. 2007 spielte er in der iranischen Basketballnationalmannschaft und gewann bei den FIBA-Asienmeisterschaften Gold.

## Spielerprofil
Größe: 210 cm

Gewicht: 102 kg

## Karriere
- 2004 – heute  Petrochimi Bandar Imam BC